# محمد بلال رايت
محمد بلال رايت لاعب كرة قدم جزائري ويلعب حاليا لنادي وفاق سطيف.

## روابط خارجية
- محمد بلال رايت على موقع قاعدة بيانات كرة القدم.إي يو (الإنجليزية)
- محمد بلال رايت على موقع Soccerway.com (الإنجليزية)